# Kostel Navštívení Panny Marie (Běšiny)
Kostel Navštívení Panny Marie je římskokatolický kostel v Běšinech. Od roku 1958 je, spolu s přístupovým schodištěm a pamětním křížem, chráněn jako kulturní památka.

## Historie
Ves Běšiny je poprvé zmiňována k roku 1379. Kostel ve vsi byl vystavěn patrně v roce 1654 Janem Wohrdenem a sloužil zprvu jako zámecká kaple. Až do 80. let 18. století se mše pro široký okruh věřících konaly v kostele svatého Bartoloměje v lese nad vsí. Ke změně došlo v roce 1781, kdy Běšiny zasáhl rozsáhlý požár a poškozený kostel bylo nutné opravit. Během opravy byl kostel rozšířen a upraven do současné podoby. Oprava kostela byla realizovaná nebo dokončená v roce 1788, kdy se kostel stal farním. Z chátrajícího kostela svatého Bartoloměje, jemuž hrozilo zboření, do něj byly přesunuty bohoslužby, a později i veškerý mobiliář.
V roce 1902 proběhla velká rekonstrukce kostela, při níž byl kostel rozšířen o 5,5 metru. Další rozsáhlé úpravy kostela s využitím fondů EU proběhly v letech 2005–2006.

## Stavební podoba
Jednolodní kostel je vystavěn s velmi neobvyklou orientací hlavní podélné osy, a to ve směru severozápad-jihovýchod. Průčelí lodi je obrácené k jihovýchodu, kde se nachází i schodiště vedoucí ke vchodu do kostela na jihozápadní boční straně lodi. Druhý vchod do kostela je na severovýchodní boční straně lodi. Pětiboce zakončený presbytář navazuje na loď a tvoří severozápadní ukončení stavby. Zatímco strop lodi je plochý, presbytář má valenou klenbu s lunetami. Na presbytář navazuje na západní straně hranolová věž s cibulovitou bání, v jejímž přízemí se nachází sakristie.
Před východní fasádou v místě, kde na loď navazuje presbytář, stojí před kostelem památkově chráněný pamětní kříž. Ve stejném místě je do východní vnější stěně lodi zasazený velký žulový náhrobní kámen, přenesený sem v roce 1845 z kostela svatého Bartoloměje. Na kameni je vytesán reliéf mladé ženy s datem úmrtí 1595 a s nápisem: „Hir ligt begraben die Edle und Ehrn tugentreiche Jungfrau Anna Margretha Stocklin von Kotta, die lezte ires Nammens und Stames welche gestorben ist am Samstag nach Petri Pauli Anno 1595“ (Zde leží pohřbena vznešená a úctyhodná ctnostná panna Anna Markéta Stöcklinová z Kotty, poslední svého jména a rodu, jež zesnula v neděli po svátku sv. Petra a Pavla roku 1595).

## Interiér kostela
Vnitřní zařízení kostela je barokní. Hlavní oltář pochází z roku 1747, kdy byl instalován v kostele svatého Bartoloměje. Do kostela Navštívení Panny Marie byl přenesen v roce 1797. Zdobí jej olejomalba znázorňující navštívení Panny Marie svatou Alžbětou. Obraz je podle tradice a zápisů ve farní knize připisován Karlu Škrétovi, autorství je ovšem neprokázané. Boční oltář s barokním obrazem Mučení svatého Bartoloměje býval do roku 1797 oltářem hlavním.
Kostel získal v průběhu let postupně celkem tři zvony. První byl původní, druhý pocházel z bývalého kostela svatého Bartoloměje a třetí z bývalé kaple svatého Jana Nepomuckého v Týnci. Třetí ze zvonů praskl v roce 1867 a byl nahrazen zvonem novým, rovněž zasvěceným svatému Janu Nepomuckému.
Varhany v kostele v Běšinech byly rovněž přeneseny z bývalé kaple svatého Jana Nepomuckého v Týnci.

## Galerie

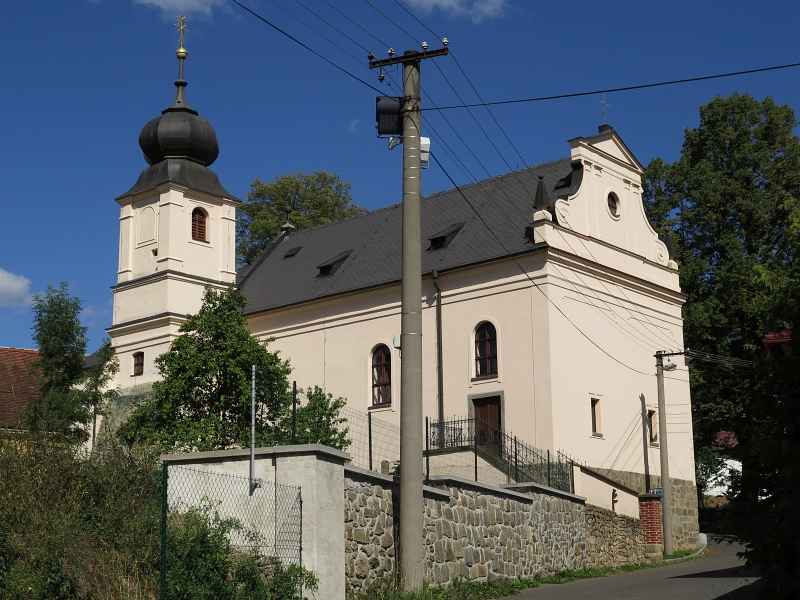
Pohled na kostel od jihu
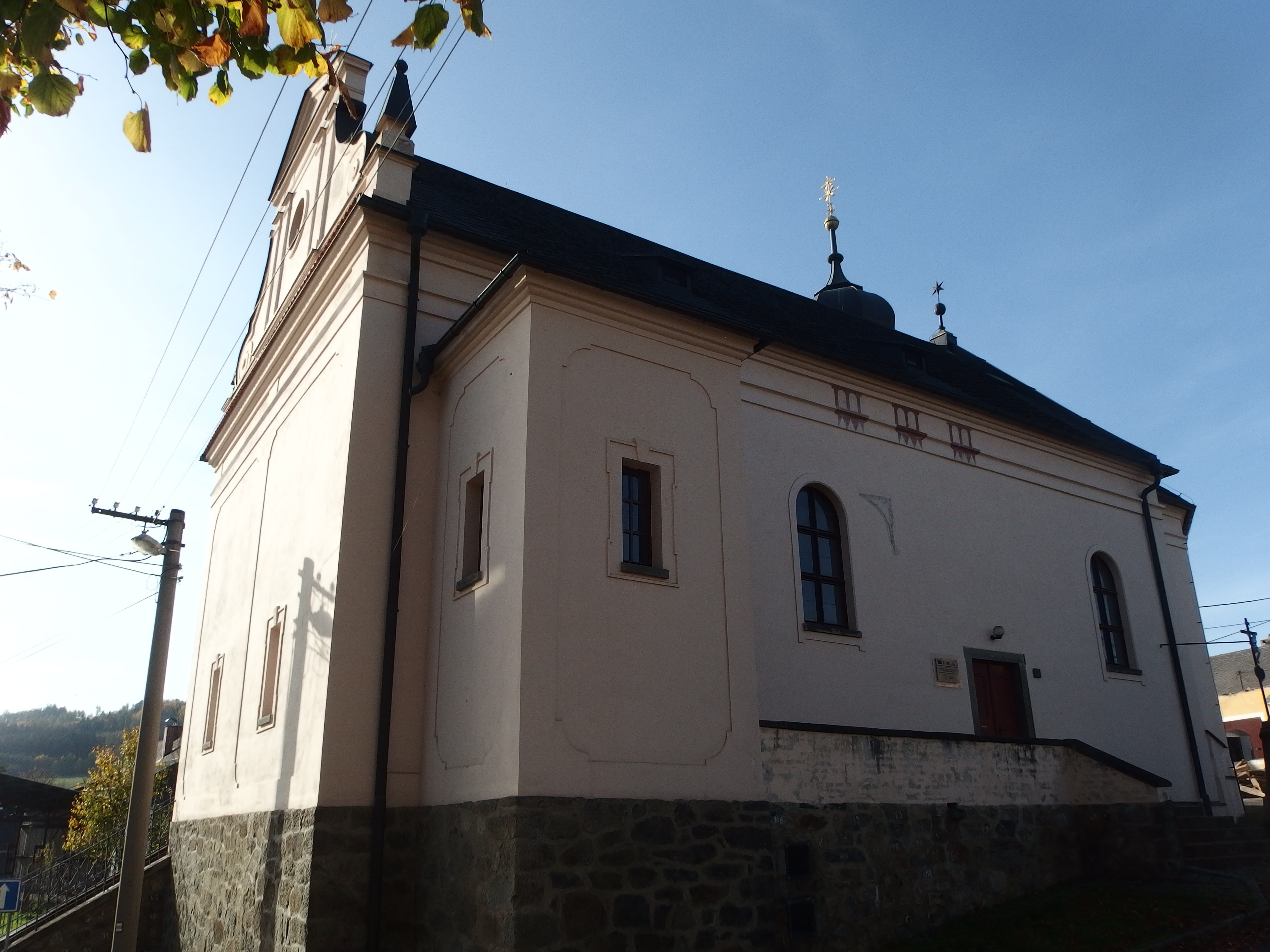
Pohled na kostel od východu
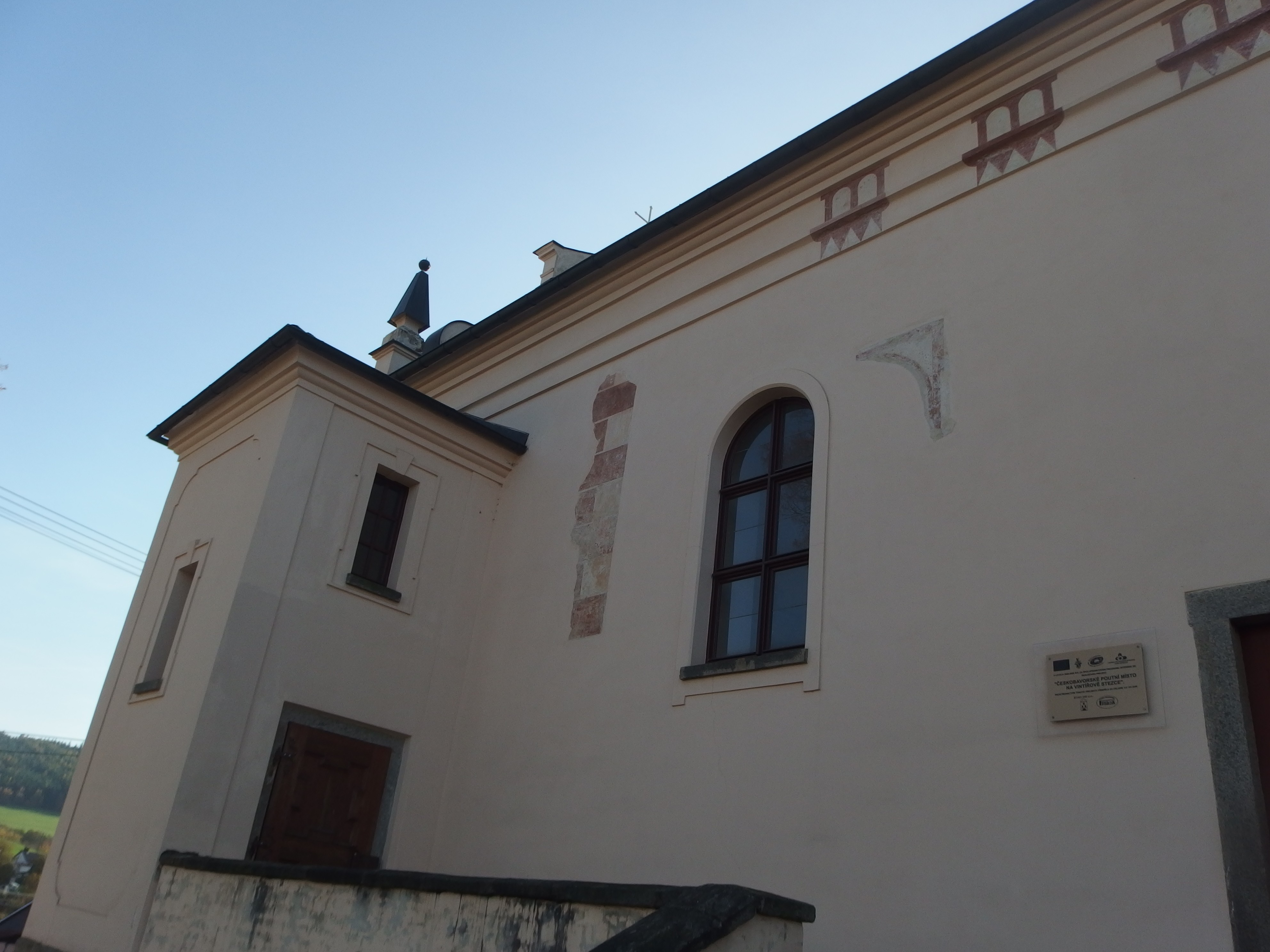
Pohled na detaily fasády od severovýchodu
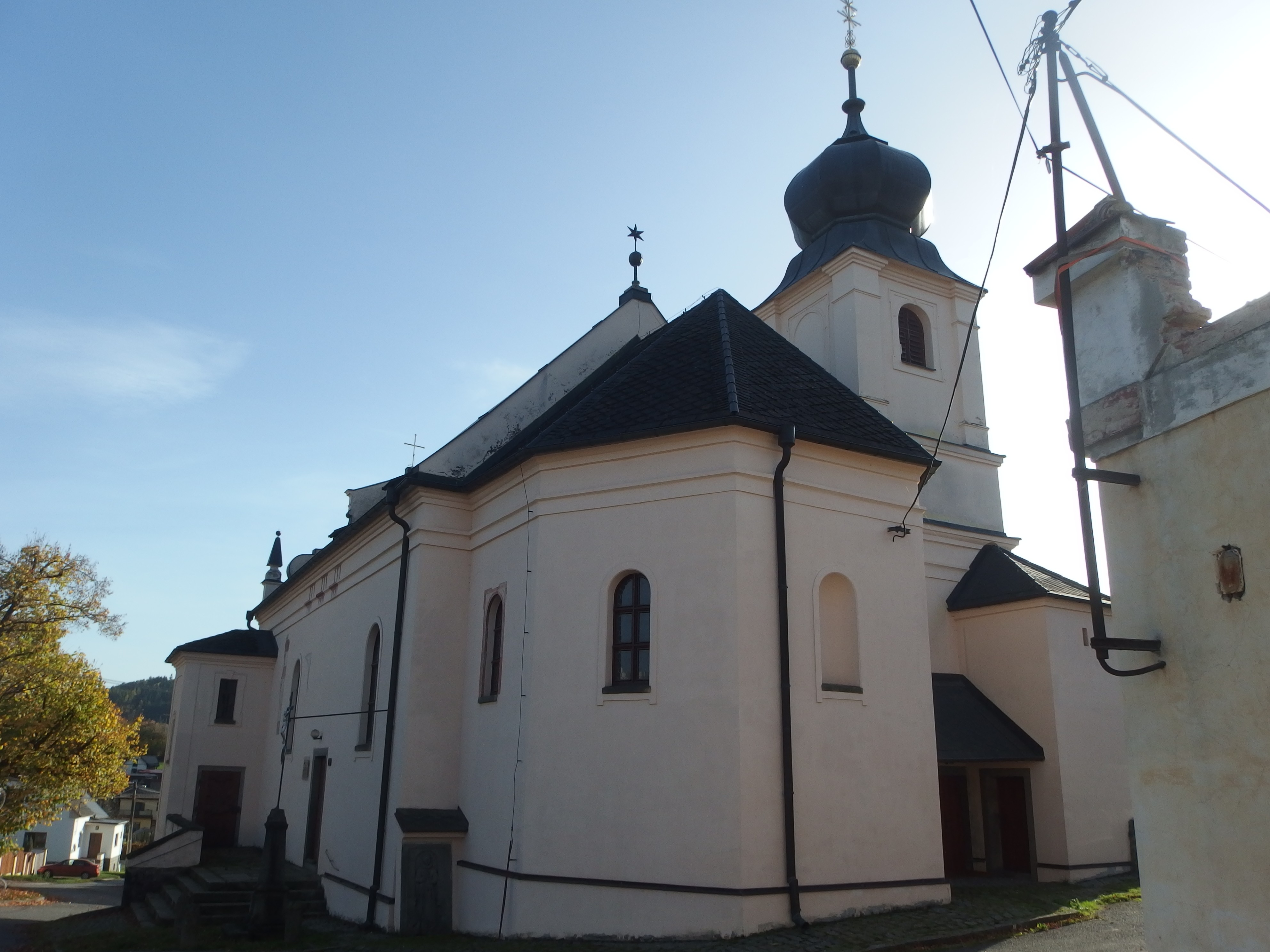
Pohled na presbytář od severu
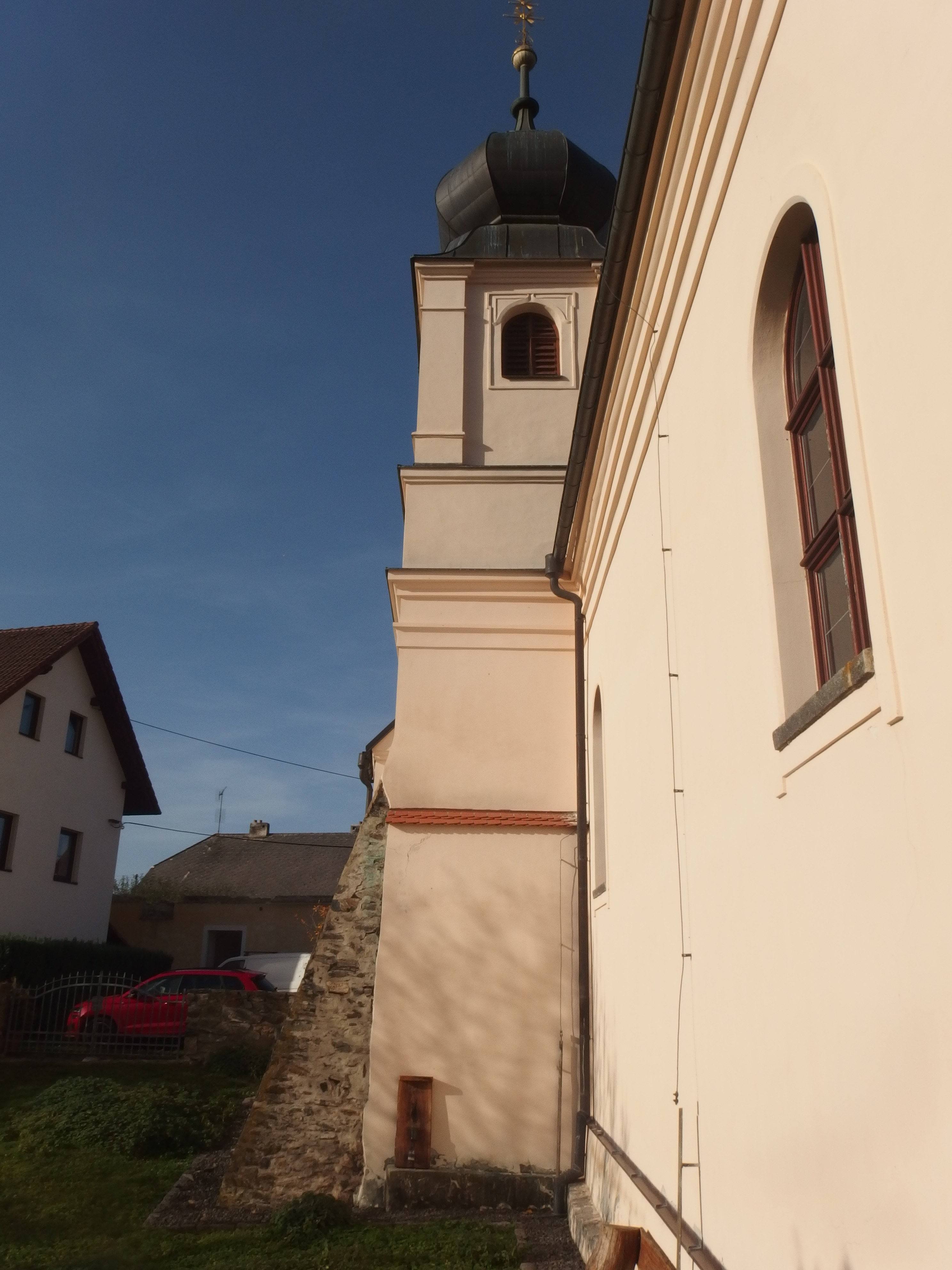
Pohled od jihovýchodu na věž kostela u západní stěny
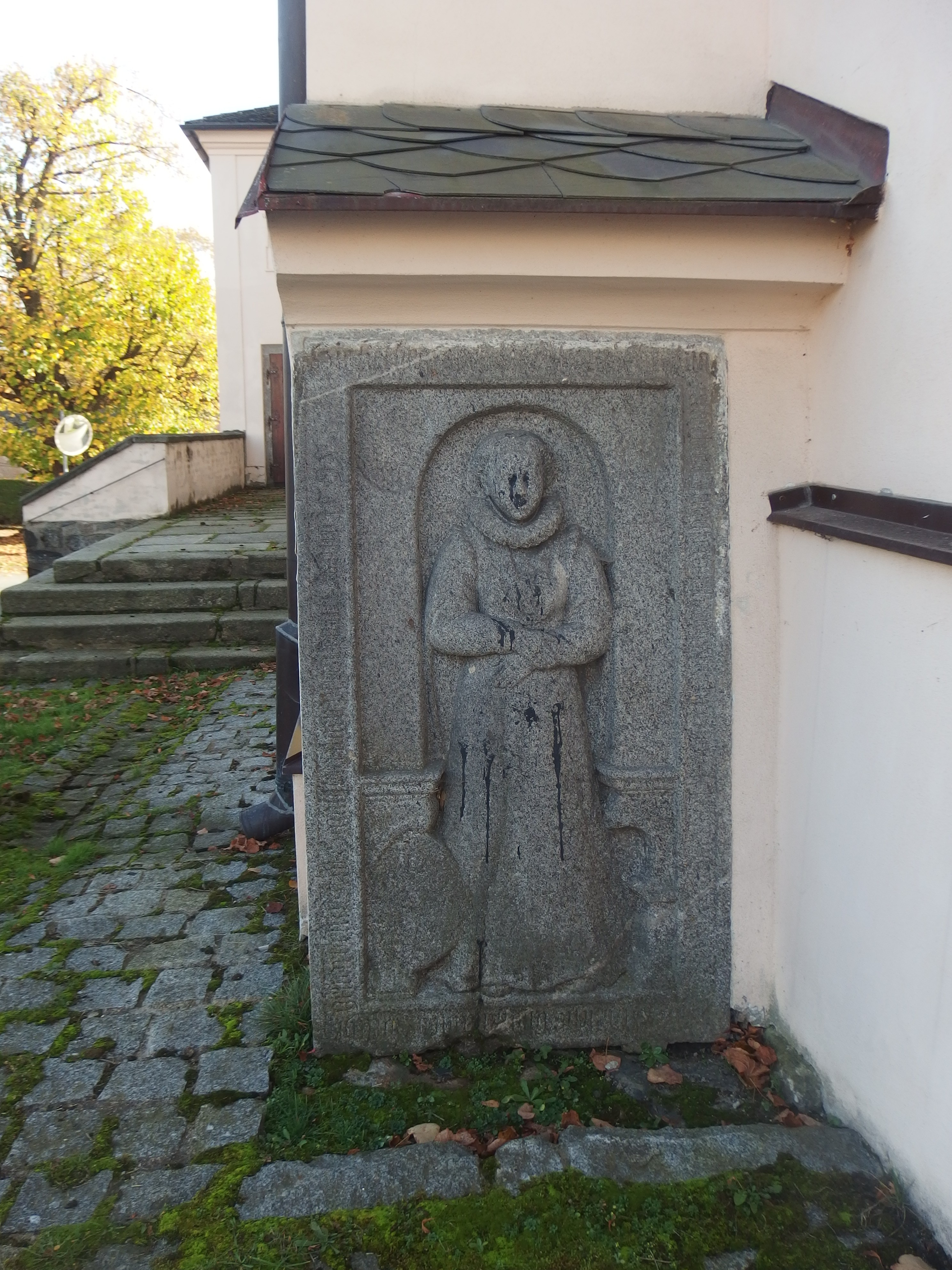
Náhrobní kámen z roku 1595
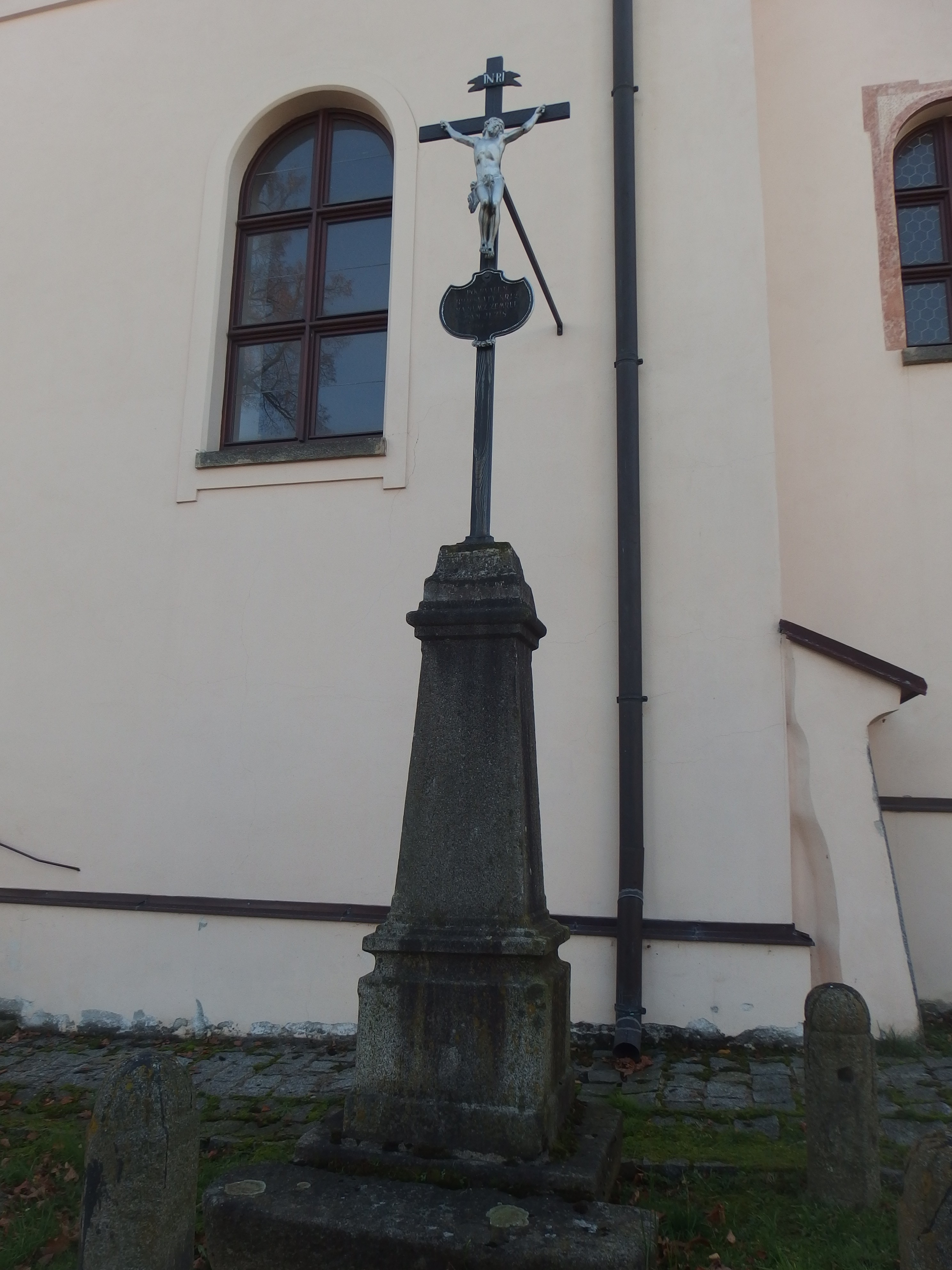
Pamětní kříž